# Radiopolis
Radiopolis (titre original en allemand Elektropolis) est un roman de science-fiction d’Otfrid von Hanstein paru en 1927 puis traduit en français et paru en 1933.

## Édition française
- Otfrid von Hanstein, Radiopolis, adapté de l'allemand par Tancrède Vallerey, illustrations de Maurice Toussaint, Fernand Nathan, coll. « Aventures et voyages », 1933, 256 p. [Réédition en 1945]